# Hubert Menten

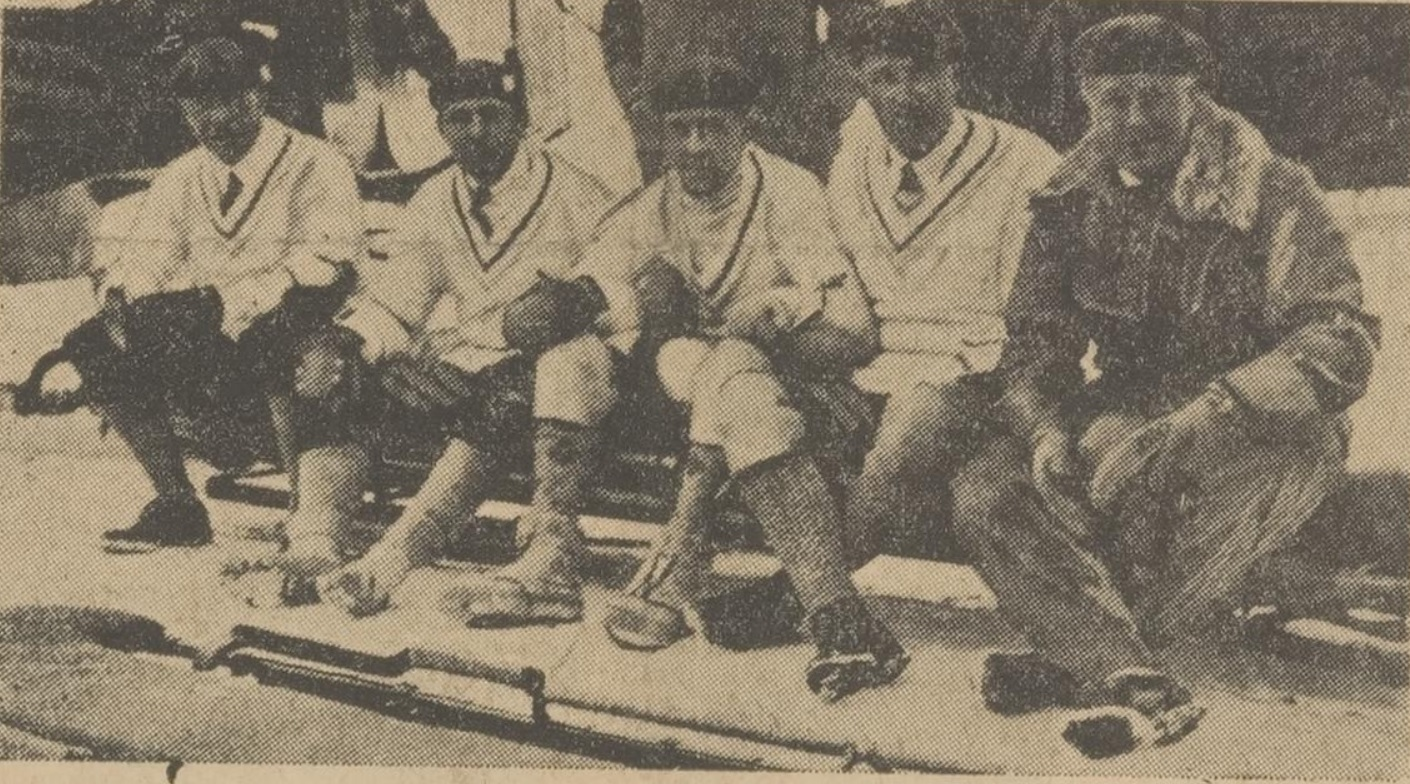
De Nederlandse ploeg op de Olympische Winterspelen 1928.
V.l.n.r.: C. van de Sandt, J.P. Delprat, E.L. Teixeira de Mattos, H.L. Dekking, J.H.P.F. Menten.

Jacques Hubert Pierre François (Hubert) Menten (Muntok (Nederlands-Indië), 12 september 1873 – Zürich (Zwitserland), 8 mei 1964) was een Nederlands voetballer en bobsleeër. Hij was lid van het eerste Nederlandse bobsleeteam dat deelnam aan de Olympische Winterspelen en speelde eveneens officieuze voetbalwedstrijden voor het Nederlands voetbalelftal.
Menten speelde tussen 1887 en 1894 voetbal voor HFC uit Haarlem, waarmee hij driemaal het Nederlands kampioenschap voetbal won. In 1894 werd Menten geselecteerd voor het Nederlands bondselftal.
Nederland vaardigde in 1928 voor het eerst een Olympische ploeg af naar de Winterspelen in Sankt Moritz, nadat in 1924 Chamonix-Mont-Blanc de eer had de eerste Olympische Spelen voor wintersporten te organiseren. Twee schaatsers en vijf bobsleeërs vormden de ploeg in Sankt Moritz.
Samen met Curt van de Sandt (captain), Jacques Paul Delprat, Edwin Louis Teixeira de Mattos, Henri Louis Dekking vormde Menten het bobsleeteam. Het team werd 12e in een veld van 23 deelnemende teams.